# Miss Espírito Santo 2016
Miss Espírito Santo 2016 foi a 59ª edição do tradicional concurso de beleza feminino de Miss Espírito Santo, válido para a disputa de Miss Brasil 2016, único caminho até o Miss Universo. A seletiva para a escolha da nova detentora do título estadual ocorreu no Hotel Golden Tulip, na capital do Estado com a participação de aproximadamente catorze candidatas. Juliana Morgado, vencedora do ano passado, ajudou a coroar sua sucessora, Beatriz Leite Nalli, de Castelo.

## Resultados

### Colocações

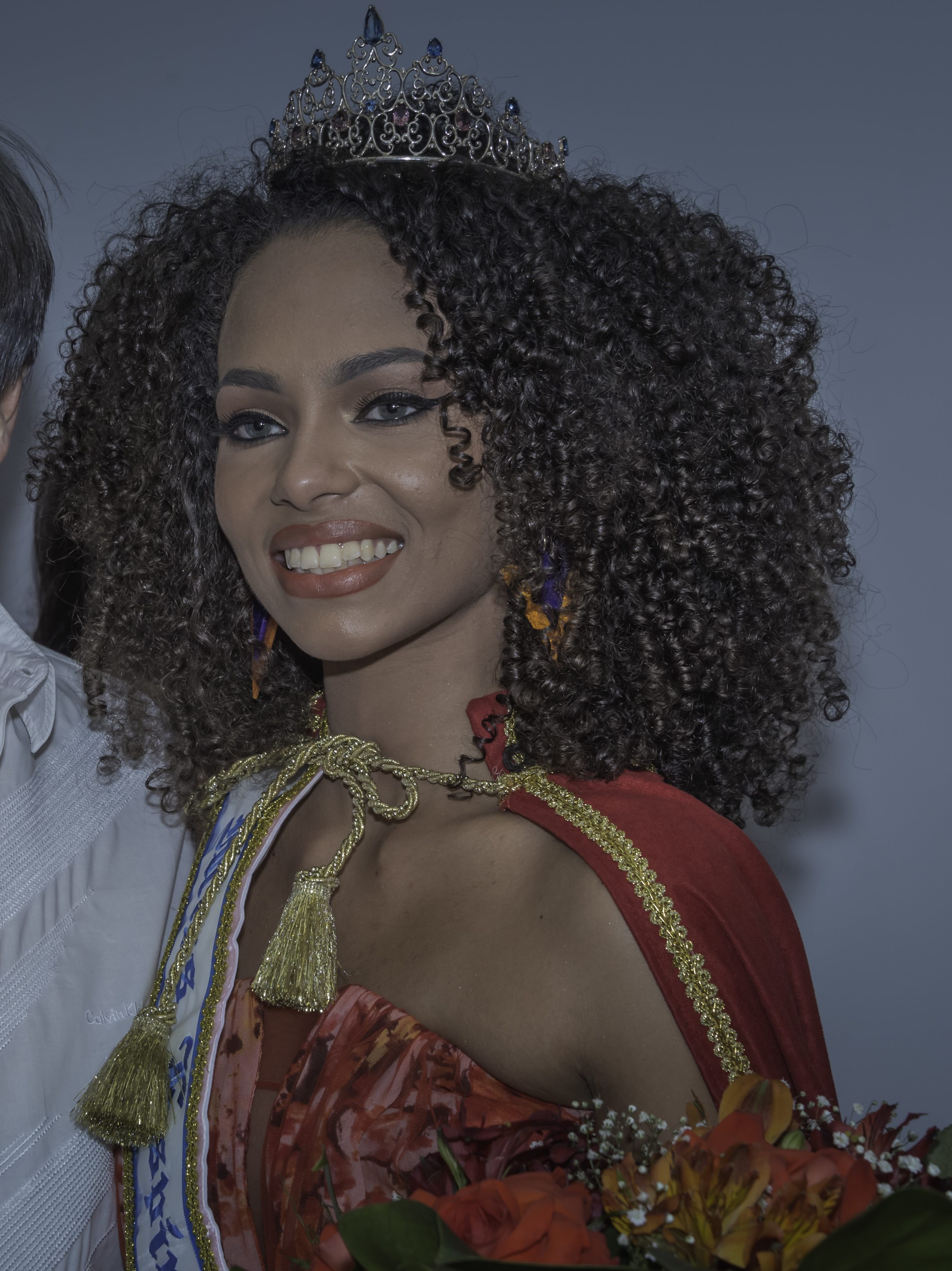
Beatriz Leite Nalli, 1.ª colocada

| Posição   | Município e Candidata           |
| --------- | ------------------------------- |
| Vencedora | - Castelo - Beatriz Leite       |
| 2º. Lugar | - Vitória - Ana Clara Benevides |
| 3º. Lugar | - Itaguaçu - Samilly Kiepper    |
| 4º. Lugar | - Vila Velha - Luana Vieira     |
| 5º. Lugar | - Aracruz - Raiani Benaducci    |

## Candidatas
A lista abaixo encontra-se incompleta:
| - Aracruz - Raiani Benaducci - Castelo - Beatriz Leite - Itaguaçu - Samilly Kiepper - Itapemirim - Gienniffer Couto | - Iúna - Mickaella Cazzador - Vila Velha - Agna Paula Suave - Vila Velha - Luana Vieira - Vitória - Amanda Piffer | - Vitória - Ana Clara Benevides - Vitória - Heloísa Lacerda Guerra - Vitória - Lorena Zanotti - Vitória - Soraia Alves |

## Crossovers

### Estadual
Miss Espírito Santo
- 2014: Vitória - Ana Clara Benevides (3º. Lugar) [5]
  - (Representando o município de Vitória)

Miss Espírito Santo Mirim
- 2009: Castelo - Beatriz Leite (Vencedora) [6]
  - (Representando o município de Castelo)